# Ronald Trisch
Ronald Trisch (* 27. September 1929 in Thüringen) ist ein deutscher Kulturwissenschaftler. Von 1973 bis 1989 war er Intendant der Internationalen Leipziger Dokumentar- und Kurzfilmwoche für Kino und Fernsehen.

## Leben
Trisch wurde 1929 in Thüringen geboren. Mit 15 Jahren trat er der Hitlerjugend bei und geriet bei Kriegsende in amerikanische Kriegsgefangenschaft. Im Sommer 1945 kehrte er in die Sowjetische Besatzungszone zurück und absolvierte eine Ausbildung zum Elektriker. Er engagierte sich zunehmend politisch, zunächst in der SPD und dann in der SED, wo er in der FDJ aktiv war. 1950 besuchte er die Jugendhochschule „Wilhelm Pieck“.
1951 zog er nach Ost-Berlin, wo er Kulturwissenschaften studierte. Ab 1952 wirkte er in der Kulturabteilung des Zentralrats der FDJ und organisierte unter anderem internationale Jugendfestivals. Von 1961 bis 1971 war Trisch für die Künstler-Agentur der DDR tätig, die unter anderem die Auslandsreisen ostdeutscher Künstler und die Vorbereitung von Reisen ausländischer Künstler in die DDR organisierte. Trisch war dort vor allem für die sogenannte „Unterhaltungskunst“ zuständig und organisierte z. B. Reisen der italienischen Schauspielerin Sophia Loren und der französischen Sängerin Juliette Gréco. 1973 war er an der Organisation der X. Weltfestspiele der Jugend und Studenten beteiligt.
Ab 1973 leitete Trisch als Intendant die Internationale Leipziger Dokumentar- und Kurzfilmwoche für Kino und Fernsehen. Die politische Einflussnahme auf Festivalbeiträge nahm während dieser Zeit weiter zu. Anders als seine Vorgänger Wolfgang Kernicke und Wolfgang Harkenthal, die als Inoffizielle Mitarbeiter für das Ministerium für Staatssicherheit (MfS) verdeckt Informationen geliefert hatten, arbeitete Trisch nur auf offizieller Ebene mit dem MfS zusammen. Aufgrund der exponierten Stellung des Festivals war eine Zusammenarbeit mit den Behörden für die Festivalleitung zwar „obligatorisch“; gleichwohl übergab die Festivalleitung unter Trisch auch „selbstständig und ohne erkennbaren Druck“ Informationen an das MfS. Laut Christoph Terhechte versuchte Trisch jedoch stets im Festival Freiräume zu schaffen, Filme zu zeigen und Diskussionen zu ermöglichen, die sonst nicht möglich gewesen wären. Nach der politischen Wende 1989 endete Trischs Intendanz. Das Festival wurde in Internationale Leipziger Filmwoche für Dokumentar- und Animationsfilm umbenannt und ab 1990 von Christiane Mückenberger geleitet.
Trisch war ab 1992 für die Berlinale tätig, wo er das Protokoll leitete. Gemeinsam mit Uwe Rosenbaum war Trisch 1993 maßgeblich daran beteiligt, dass das ostdeutsche Kinderfilmfestival Goldener Spatz durch Gründung einer Stiftung erhalten und ausgebaut werden konnte. Ab dem Jahr 2001 war Trisch für das goEast – Festival des mittel- und osteuropäischen Films in Wiesbaden tätig.